# Torneo de Winston-Salem 2021
El Winston-Salem Open 2021 fue un torneo de tenis perteneciente al ATP Tour 2021 en la categoría ATP Tour 250. Tuvo lugar en la ciudad de Winston-Salem, Carolina del Norte, Estados Unidos, desde el 22 hasta el 28 de agosto de 2021 sobre canchas duras. Formó parte del US Open Series 2021.

## Distribución de puntos
| Modalidad            | Campeón | Finalista | Semifinales | Cuartos de final | 3ª ronda | 2ª ronda | 1ª ronda | Clasificados | 2ª ronda de clasificación | 1ª ronda de clasificación |
| Individual masculino | 250     | 150       | 90          | 45               | 20       | 10       | 0        | 12           | 6                         | 0                         |
| Dobles masculino     | 250     | 150       | 90          | 45               | —        | —        | 0        | —            | —                         | —                         |

## Cabezas de serie

### Individuales masculino
| Tenista              | Ranking | Preclasificado |
| Pablo Carreño        | 12      | 1              |
| David Goffin         | 19      | 2              |
| Daniel Evans         | 28      | 3              |
| Márton Fucsovics     | 37      | 4              |
| Aleksandr Búblik     | 38      | 5              |
| Marin Čilić          | 39      | 6              |
| Nikoloz Basilashvili | 40      | 7              |
| John Millman         | 44      | 8              |
| Jan-Lennard Struff   | 47      | 9              |
| Federico Delbonis    | 48      | 10             |
| Albert Ramos         | 49      | 11             |
| Benoît Paire         | 50      | 12             |
| Frances Tiafoe       | 51      | 13             |
| Richard Gasquet      | 53      | 14             |
| Carlos Alcaraz       | 55      | 15             |
| Dominik Koepfer      | 59      | 16             |

- Ranking del 16 de agosto de 2021.[2]

### Dobles masculinos
| Tenista                        | Ranking | Preclasificado |
| Łukasz Kubot Marcelo Melo      | 37      | 1              |
| Nicolas Mahut Fabrice Martin   | 40      | 2              |
| Raven Klaasen Ben McLachlan    | 52      | 3              |
| Simone Bolelli Máximo González | 60      | 4              |

## Campeones

### Individual masculino
Ilya Ivashka venció a  Mikael Ymer por 6-0, 6-2

### Dobles masculino
Marcelo Arévalo /  Matwé Middelkoop vencieron a  Ivan Dodig /  Austin Krajicek por 6-7(5-7), 7-5, [10-6]